# Saint-Martin-d'Août
 Saint-Martin-d'Août  là một xã thuộc tỉnh Drôme trong vùng Auvergne-Rhône-Alpes đông nam nước Pháp.